# Stazione di Torino Rebaudengo Fossata
La stazione di Torino Rebaudengo Fossata è una stazione ferroviaria per passeggeri della ferrovia Torino-Milano, localizzata nell'area del Parco Sempione, con ingresso in via Fossata. Dal 2024 costituisce anche stazione di diramazione per la ferrovia Torino-Ceres. Nonostante il nome, essa dista quasi 1 km da piazza Rebaudengo.

## Storia

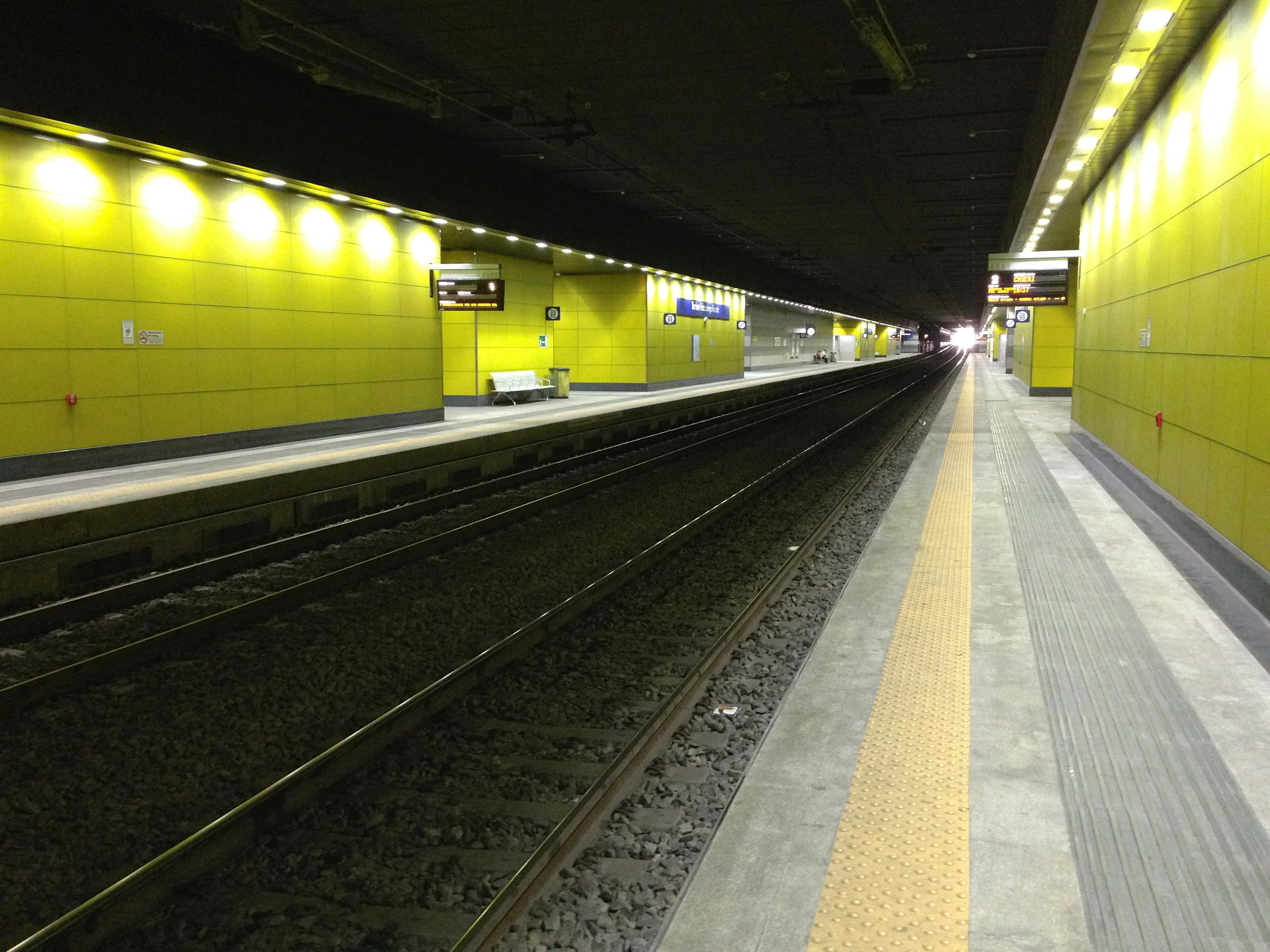
Piazzale binari della stazione

Il cantiere ha occupato circa 55 000m² sui 75 000m² totali del Parco Sempione e il progetto originario prevedeva la costruzione di parcheggi sotterranei e di un centro commerciale: questi ulteriori lavori avrebbero dovuto occupare circa 13 000m² contribuendo alla riqualificazione della zona Nord, ma a fine 2022 non sono ancora minimamente iniziati, per cui tali progetti sono in fase di decisa ridefinizione e ridiscussione tecnica e soprattutto economica.
L'impianto fu attivato come posto di movimento il 27 dicembre 2009. Con l'attivazione del passante ferroviario di Torino, RFI ha modificato l'impianto da P.M. a stazione ferroviaria il 2 dicembre 2012.
Nel mese di ottobre del 2023 sono partiti i lavori di completamento degli accessi secondari alla stazione.
Dal 20 gennaio 2024, è diventata anche stazione di diramazione della ferrovia Torino-Ceres.

## Progetti futuri
L'accesso al fabbricato viaggiatori si trova su via Fossata, all'altezza di via Bongiovanni, ma saranno realizzati degli accessi verso via Sempione.
In futuro, la stazione ospiterà nella vicinanze la nuova stazione per le autolinee a lunga percorrenza, essa fungerà da terminal per Torino, sostituendo l'attuale autostazione in Corso Vittorio. 
È inoltre previsto che la futura linea 2 della metropolitana di Torino effettuerà il suo capolinea nordovest presso la stazione.

## Strutture e impianti
La stazione è interrata, dotata di 5 binari passanti ed è posizionata all'interno della galleria Ovest Quadruplicamento del passante ferroviario.
Binario 1: Usato principalmente come binario di servizio, collegato all'interconnessione con la Torino-Ceres.
Binario 2: Treni SFM (4-6-7) provenienti da Alba/Asti/Fossano e diretti sulla linea Torino-Ceres.
Binario 3: Treni SFM (4-6-7) provenienti dalla Torino-Ceres e diretti ad Alba/Asti/Fossano.
Binario 4: Treni SFM (1-2) provenienti da Chieri/Pinerolo per Rivarolo/Chivasso.
Binario 5: Treni SFM (1-2) provenienti da Rivarolo/Chivasso e diretti a Chieri/Pinerolo.
Torino Rebaudengo Fossata è dotata di un Apparato Centrale Computerizzato (ACC) telecomandato dalla stazione di Torino Stura.
Fino al dicembre 2023, la stazione contava solo sui due binari passanti della Torino - Milano, ma in seguito all'attivazione dell'interconnessione con la Torino - Ceres, sono stati aggiunti tre binari e gli esistenti rinominati in 4 e 5.

## Movimento
La fermata è servita da treni metropolitani del Servizio Ferroviario Metropolitano di Torino.

## Interscambi
Nei pressi della stazione è possibile l'interscambio con le linee della rete urbana di bus GTT, come la linee 46, 75 e nelle immediate vicinanze la linea tranviaria 10 e i bus 52 feriale, 67 festivo.

## Servizi
La stazione dispone di:
- Biglietteria automatica
- Fermata autobus